# Omar Ortiz
Omar Ortiz Uribe (Nuevo León, 13 de março de 1976) é um ex-futebolista mexicano que atuava como goleiro. Em 2002, ele jogou sua única partida pela seleção mexicana, na vitória de sua equipe contra a Guatemala por 3 a 1, em jogo válido pela Copa Ouro daquele ano.
Em 08 de janeiro de 2019, ele foi condenado a 75 anos de prisão por envolvimento em pelo menos três sequestros em 2002 e associação a uma organização criminosa.

## Jogos pela Seleção Mexicana
| # | Data                  | Rival     | Local    | Estádio   | Resultado | Competição                    |
| - | --------------------- | --------- | -------- | --------- | --------- | ----------------------------- |
| 1 | 21 de janeiro de 2002 | Guatemala | Pasadena | Rose Bowl | 3-0       | Copa Ouro da CONCACAF de 2002 |

## Títulos
- Monterrey
  - Liga de la Primera División de México - Torneo Apertura 2009
  - Interliga 2010